# 貢氏孔鼬魚
貢氏孔鼬魚（学名：Porogadus guentheri），又名貢氏孔鼬鳚、鼬魚，为鼬魚科孔鼬鳚屬下的一个种。